# Munteni-Buzău
Munteni-Buzău is een Roemeense gemeente in het district Ialomița.
Munteni-Buzău telt 3669 inwoners.